# イギリスから来た男
『イギリスから来た男』（イギリスからきたおとこ、The Limey）は、1999年のアメリカ合衆国のサスペンス映画。監督はスティーヴン・ソダーバーグ、出演はテレンス・スタンプとピーター・フォンダなど。
強盗の常習犯として荒んだ人生を送ってきたイギリスの男が、収監中に起きた娘の死の真相を知るべく、異邦アメリカで繰り広げる戦いを描いた作品。
撮影技法としてクロスカッティングやフラッシュバック、カメラの切り替えが多用され、人物の台詞を流しながら口を噤んでいる映像を見せるなど、特徴的な表現も多く見られる。

## ストーリー
強盗の常習犯として、自国で服役していたイギリス人のウィルソンは、出所後、アメリカからの一通の手紙を受け取った。それは、ロサンゼルスで暮らしていた一人娘ジェニーの訃報だった。急遽、アメリカに向け、飛び立つウィルソン。
手紙の送り主であるジェニーの友人エドゥアルドのもとで、ウィルソンはジェニーの死が飲酒運転による事故死であったことと、交際していた裕福な音楽プロデューサー・ヴァレンタインとの間に何らかのトラブルを抱えていたことを知る。
生真面目な愛娘の飲酒運転による死を信じられないウィルソンは、ジェニーがヴァレンタインを追って行ったという不審な貨物会社に乗り込んだ。襲いかかって来るゴロツキどもを撃ち殺し、娘の死の責任はヴァレンタインにあると確信するウィルソン。
ヴァレンタインの屋敷に乗り込むウィルソン。だが、彼を殺す前に娘の死の真相を聞き出さなくてはならない。巨漢のボディーガードを倒したウィルソンは、追っ手を振り切り屋敷を脱出した。
ヴァレンタインを狙うウィルソンに、接触して来るアメリカ麻薬取締局。ヴァレンタインは麻薬組織との関わりで内偵を受けていたのだ。ウィルソンを恐れ、ボディーガードを引き連れて別荘に立て籠もるヴァレンタイン。
たった一人で別荘に乗り込み、ボディーガードを一掃するウィルソン。追い詰められたヴァレンタインは、ジェニー殺しを白状した。麻薬組織との関係を知ったジェニーは、正義感から警察に通報しようとして、逆上したヴァレンタインに殺されたのだった。
娘の復讐を果たし、ウィルソンは静かにイギリスへと帰って行った。

## キャスト
※括弧内は日本語吹替
- ウィルソン: テレンス・スタンプ（金内喜久夫） - 初老のイギリス人。出所したばかりの強盗常習犯。
- テリー・ヴァレンタイン: ピーター・フォンダ（佐々木勝彦） - 音楽プロデューサー。
- イレイン: レスリー・アン・ウォーレン（麻上洋子） - ウィルソンの亡き娘ジェニーの親友。
- エドゥアルド・ロエル: ルイス・ガスマン（石住昭彦） - ジェニーの友人。
- ジム・エイヴリー: バリー・ニューマン（佐々木敏） - テリーの護衛。
- アダーラ: アメリア・ハインル（英語版）（大坂史子） - テリーの情婦。
- ステイシー: ニッキー・カット（咲野俊介） - ウィルソンを殺すためにジムが雇ったチンピラ。
- ジョン: ジョー・ダレッサンドロ（遠藤純一） - ステイシーの相棒。
- ジェニー・ウィルソン: メリッサ・ジョージ - ウィルソンの亡き娘。
- 麻薬取締局長官: ビル・デューク（クレジットなし）（斎藤志郎）

## 評価
レビュー・アグリゲーターのRotten Tomatoesでは84件のレビューで支持率は92%、平均点は7.4/10、批評家の一致した見解は「スティーヴン・ソダーバーグがエキセントリックなムードとスタイルで作り上げた『イギリスから来た男』は、主演のテレンス・スタンプの才能を発揮した骨太なネオノワールでもある。」となった。Metacriticでは32件のレビューを基に加重平均値が73/100となった。

## トリビア
原題の「Limey」という単語は「英国人」「イギリス男」ほどの意（かつて英国水兵がビタミン補給のためにライムジュースを飲んだことから）。日本語の映画レビューサイト等には主人公の名を「ライミー」としているものがあるが、誤りである。